# John Alden Mason
John Alden Mason (14 ianuarie 1885 – 7 noiembrie 1967) a fost un antropolog arheologic și lingvist american.
Mason s-a născut în Orland, Indiana, dar a crescut în cartierul Germantown din Philadelphia. A obținut diploma de licență la Universitatea din Pennsylvania în 1907 și doctoratul la University of California, Berkeley în 1911. Teza sa de disertație a fost un studiu etnografic al grupului etnic amerindian Salinan din California. El a scris, de asemenea, o serie de studii lingvistice, inclusiv un studiu al limbilor Piman. Lucrările sale etnografice de mai târziu au inclus studii asupra poporului Tepehuan.
Prima serie de povestiri cu Juan Bobo au fost publicate în SUA în anul 1921. Ele au apărut în Journal of American Folklore sub titlul Porto Rican Folklore și au fost colectate de Mason de la elevii din Puerto Rico. Colecția de povestiri a constat din 56 "povești picarești" despre Juan Bobo și a inclus titluri exotice precum Juan Bobo Heats up his Grandmother, Juan Bobo Delivers a Letter to the Devil, Juan Bobo Throws his Brother Down a Well și Juan Bobo refuses to Marry the Princess.
Mason a fost curator al Muzeului universitar al University of Pennsylvania din 1926 și până la pensionarea sa în 1958.
Lucrările sale sunt păstrate la American Philosophical Society din Philadelphia.